# Región geográfica intermedia de Recife
La región geográfica intermedia de Recife es una de las cuatro regiones intermedias del estado brasileño de Pernambuco y una de las 134 regiones intermedias de Brasil, creadas por el Instituto Brasileño de Geografía y Estadística (IBGE) en 2017. Está compuesta por 71 municipios, distribuidos en nueve regiones geográficas inmediatas.
Su población total estimada por el IBGE en 2018 es de 5.713.883 habitantes, distribuidos en una área total de 13.296,481 km².
Recife es el municipio más poblado de la región intermedia, además de ser la capital del estado, con 1.637.834 habitantes, de acuerdo a las estimaciones de 2018 del IBGE.

## Regiones geográficas inmediatas
| Región geográfica inmediata                           | Municipios |
| ----------------------------------------------------- | --- |
| Región geográfica inmediata de Recife                 | Abreu e Lima Araçoiaba Cabo de Santo Agostinho Camaragibe Fernando de Noronha Igarassu Ilha de Itamaracá Ipojuca Itapissuma Jaboatão dos Guararapes Moreno Olinda Paudalho Paulista Recife São Lourenço da Mata |
| Región geográfica inmediata de Goiana-Timbaúba        | Aliança Camutanga Condado Ferreiros Goiana Itambé Itaquitinga Macaparana São Vicente Férrer Timbaúba Vicência                                                                                                   |
| Región geográfica inmediata de Palmares               | Água Preta Belém de Maria Catende Gameleira Jaqueira Joaquim Nabuco Maraial Palmares São Benedito do Sul Xexéu                                                                                                  |
| Región geográfica inmediata de Limoeiro               | Bom Jardim Feira Nova João Alfredo Limoeiro Machados Orobó Passira Salgadinho |
| Región geográfica inmediata de Vitória de Santo Antão | Chã de Alegria Glória do Goitá Pombos Vitória de Santo Antão |
| Región geográfica inmediata de Carpina                | Buenos Aires Carpina Lagoa de Itaenga Lagoa do Carro Nazaré da Mata Tracunhaém |
| Región geográfica inmediata de Escada-Ribeirão        | Amaraji Cortês Escada Primavera Ribeirão |
| Región geográfica inmediata de Surubim                | Casinhas Frei Miguelinho Santa Maria do Cambucá Surubim Vertente do Lério Vertentes |
| Región geográfica inmediata de Barreiros-Sirinhaém    | Barreiros Rio Formoso São José da Coroa Grande Sirinhaém Tamandaré |